# Pompeo Colonna

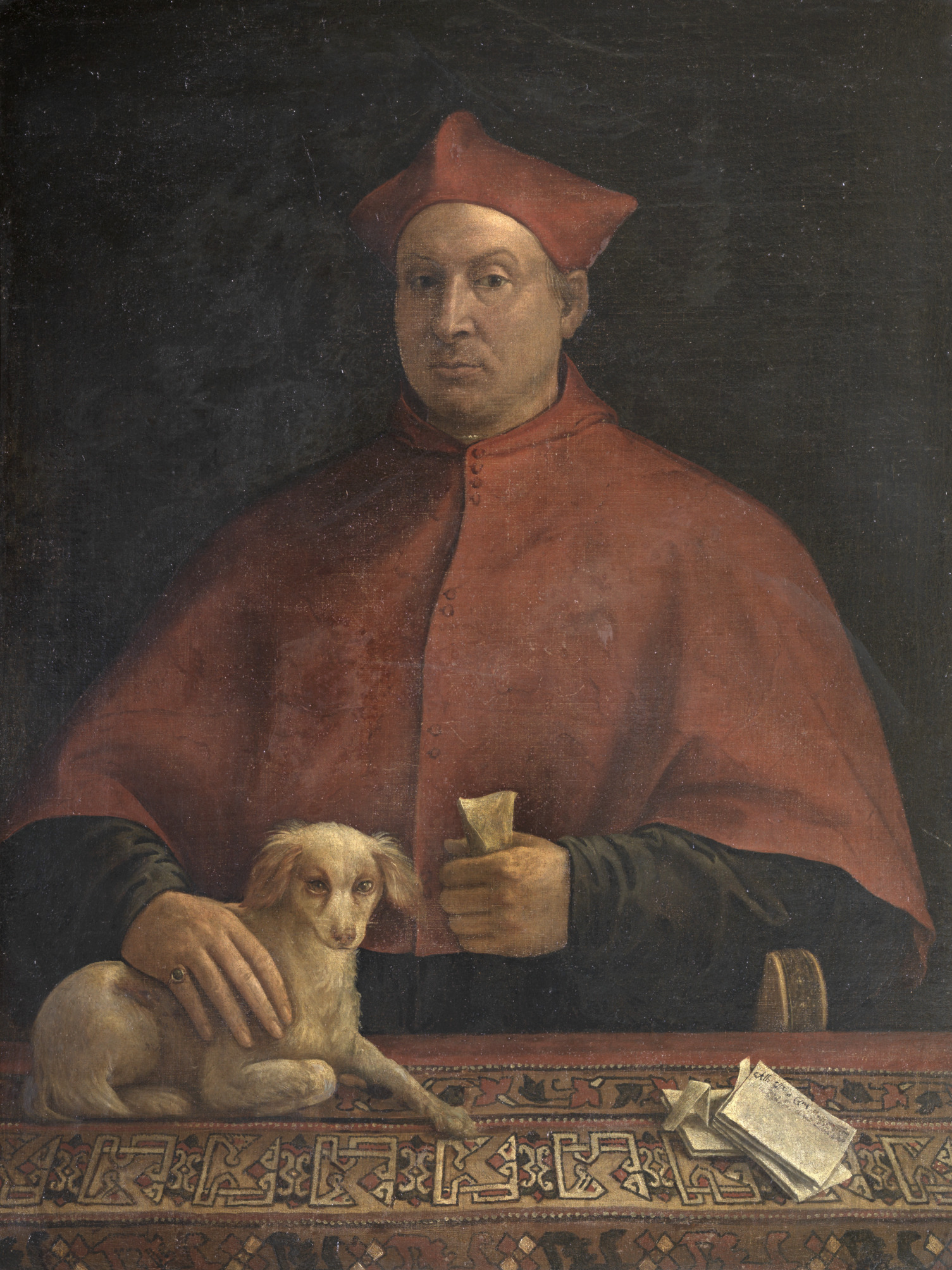
Kardinal Pompeo Colonna (Porträt in Öl von Sebastiano del Piombo, um 1517)

Pompeo Colonna (* 12. Mai 1479 in Rom; † 28. Juni 1532 in Neapel) war Kardinal, Bischof von Rieti, italienischer Feldherr, Vizekönig von Neapel von 1530 bis 1532 und Neffe von Prospero Colonna.

## Leben
Pompeo bemächtigte sich – auf das Gerücht vom Tode des Papstes Julius II. hin – durch Überfall des Kapitols und wurde deshalb seiner Würden enthoben, von Papst Leo X. aber am 1. Juli 1517 zum Kardinal der Titelkirche Santi XII Apostoli erhoben, die er 1524 gegen San Lorenzo in Damaso tauschte. Papst Hadrian VI. sowie dessen Nachfolger Clemens’ VII. Wahl war Colonnas Werk. Als Kardinal war er Administrator der Bistümer Catania, Potenza, Terni, Acerno, Aquila, Rossano, Aversa, Sarno, Monreale und noch einmal von Rieti. Er wurde später zum Legaten in Ancona und in Bologna und zum Erzbischof von Monreale, von Karl V. 1530 zum Vizekönig von Neapel ernannt, starb er am 28. Juni 1532. Colonna dichtete auch, sein Hauptwerk De laudibus mulierum schrieb er zu Ehren der Vittoria Colonna.